# محمد سعیدی‌کیا
محمد سعیدی‌کیا (زادهٔ ۱۳۲۵ در اصفهان)، سیاستمدار ایرانی و رئیس هیئت امناء بنیاد مستضعفان انقلاب اسلامی است.
وی از مرداد ۱۳۹۹ تا مرداد ۱۴۰۲ رئیس کمیسیون زیربنایی و تولیدی دبیرخانه مجمع تشخیص مصلحت نظام بود. او بین سالهای ۱۳۹۲ تا ۱۳۹۳ قائم مقام و معاون هماهنگی امور مناطق آزاد و ویژه اقتصادی جمهوری اسلامی ایران بوده‌است. وی همچنین سابقه وزارت در کابینه‌های میرحسین موسوی، رفسنجانی، خاتمی و احمدی‌نژاد را داشته‌است.

## زندگی‌نامه
محمد سعیدی‌کیا مدرک کارشناسی ارشد خود را در رشتهٔ راه و ساختمان از دانشگاه امیر کبیر تهران دریافت کرد.
محمود احمدی‌نژاد در ۲۳ مرداد ۱۳۸۴ وی را برای تصدی وزارت مسکن و شهرسازی به مجلس معرفی کرد و پس از تأیید مجلس این وزارت را در اختیار گرفت. وی پیش از این وزیر راه و ترابری (دولت میرحسین موسوی و هاشمی رفسنجانی) از سال ۱۳۶۴ تا ۱۳۷۲ بوده‌است. همچنین وزیر جهادسازندگی دولت خاتمی از سال ۱۳۷۶ تا ۱۳۷۹ بوده‌است.
در ۲۹ مهر ۱۳۹۲، اکبر ترکان، مشاور رئیس‌جمهور و دبیر شورای هماهنگی مناطق آزاد و ویژه اقتصادی دولت حسن روحانی، طی حکمی سعیدی‌کیا را به عنوان قائم مقام و معاون هماهنگی امور مناطق آزاد و ویژه اقتصادی منصوب کرد.
او در ۳۱ تیر ۱۳۹۳ با حکم سید علی خامنه‌ای به سمت ریاست بنیاد مستضعفان انتخاب شد.

## انتخابات ریاست‌جمهوری ۱۳۹۲

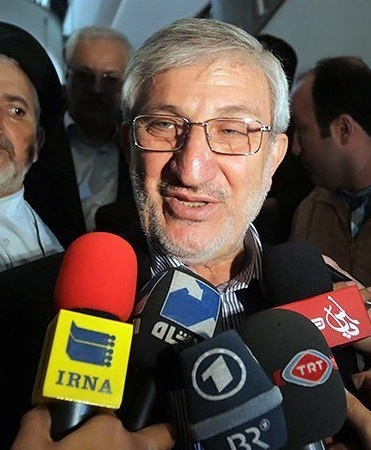
محمد سعیدی‌کیا، سال ۱۳۹۲.

محمد سعیدی کیا در انتخابات ریاست‌جمهوری ایران (۱۳۹۲) با حضور در ستاد انتخاباتی وزارت کشور در یازدهمین دوره انتخابات ریاست جمهوری نام‌نویسی کرد. با اعلام اسامی کاندیداهای تأیید شده توسط شورای نگهبان، محمد سعیدی کیا نیز جزء عدم احراز صلاحیت‌ها انتخابات ریاست‌جمهوری ایران (۱۳۹۲) قرار گرفت.